# 惣宗寺
惣宗寺（そうしゅうじ） は、栃木県佐野市にある天台宗の寺院である。山号は「春日岡山」、寺号は詳しくは「春日岡山 転法輪院 惣宗官寺（かすがおかやま てんぼうりんいん そうしゅうかんじ）」と称する。一般には佐野厄除け大師の通称で知られる。年末年始には関東地方を中心にテレビCMが多く放送されるため広く知られている。

## 概要
開基（創立者）は藤原秀郷、開山（初代住職）は宥尊である。
青柳大師、川越大師と共に先代住職が「三大師」を提唱。以後定着し「関東の三大師」の一つに数えられることが多く、毎年の正月には初詣の参拝客で賑わう。
「関東三大師」には上記3寺のほか歴史などを見る限り複数の寺院が候補にあがっている。
- 東京都昭島市 - 本覚院（拝島大師）
- 栃木県足利市 - 寺岡山元三大師（寺岡山厄除け大師）※惣宗寺本家
- 栃木県足利市 - 足利厄除け大師
- 東京都調布市 - 厄除元三大師（深大寺）

## 歴史

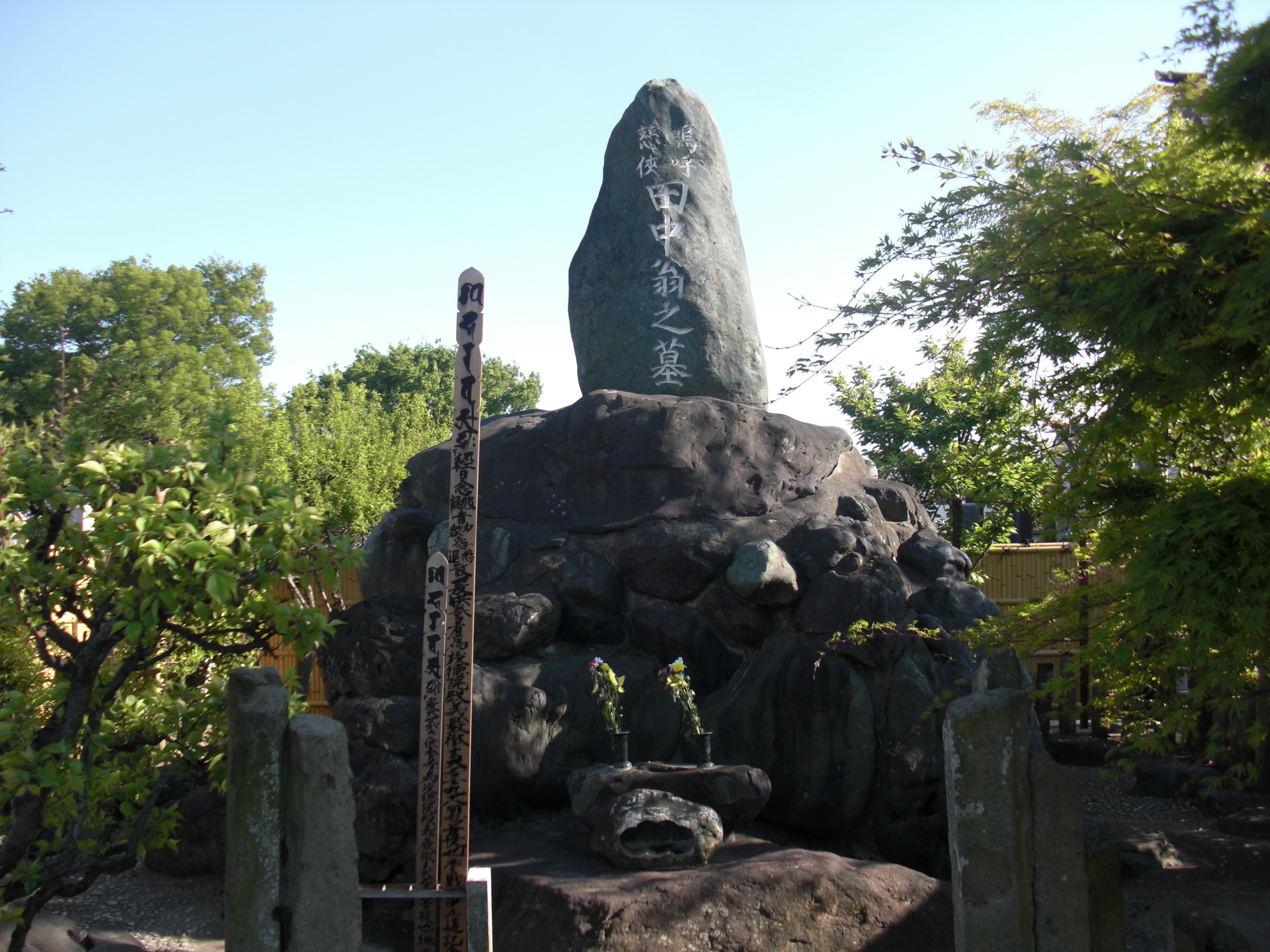
境内にある田中正造の墓

- 天慶7年（944年） - 藤原秀郷が春日岡（今の佐野城址の地）に創建したものと伝わる。
- 慶長7年（1602年） - 佐野信吉によって現在地に移転する。春日岡に佐野城を築くためであった。
- 元和3年（1617年）3月 - 徳川家康の遺骸が日光へ移されるときに宿所とされた。江戸時代には寛永寺の末寺であった。
- 大正2年（1913年）10月12日 - 足尾鉱毒事件の解決に尽力した田中正造の本葬を行う[3]。

## 交通
- 東武鉄道佐野線：佐野市駅より徒歩10分
- 東日本旅客鉄道（JR東日本）両毛線・東武鉄道佐野線：佐野駅より徒歩15分
- 関東自動車佐野営業所
  - 佐野万葉浪漫バス（市内巡回バス）：「佐野厄除け大師」下車すぐ
- 自動車
  - 東北自動車道
    - 佐野藤岡インターチェンジ
    - 佐野SAスマートインターチェンジ:大師様まで5km

  - 北関東自動車道
    - 佐野田沼インターチェンジ:大師様まで6km